# Yaiza Canzani
Yaiza Canzani García est une mathématicienne espagnole et uruguayenne connue pour son travail en analyse, et particulièrement en géométrie spectrale et en analyse microlocale. Elle est professeure associée de mathématiques à l'université de Caroline du Nord à Chapel Hill.

## Formation et carrière
Canzani est née en Espagne et a grandi en Uruguay. Elle était étudiante de premier cycle à l'université de la République en Uruguay, où elle a obtenu un baccalauréat en mathématiques en 2008. Elle a obtenu un doctorat en 2013 à l'université McGill à Montréal, Canada, avec une thèse intitulée Spectral Geometry of Conformally Covariant Operators (Géométrie spectrale des opérateurs conformes covariants) co-dirigée par Dmitry Jakobson et John Toth.
Après des études postdoctorales à l'Institute for Advanced Study et en tant que Benjamin Peirce Fellow à l'Université de Harvard, elle est devenue professeure adjointe de mathématiques à l'Université de Caroline du Nord à Chapel Hill en 2016. En 2021, elle a été promue professeure associée,.

## Travaux
Le principal sujet de recherches de Canzani réside dans la compréhension de la relation entre la mécanique classique et la mécanique quantique. Son travail se concentre sur l'étude des propriétés géométriques des surfaces à travers l'analyse des opérateurs impliquant le Laplacien défini sur celles-ci. En particulier, une partie de ses recherches porte sur la compréhension du comportement des fonctions d'onde qui résolvent l'équation de Schrödinger, la formulation mathématique permettant d'étudier les niveaux d'énergie de systèmes mécaniques quantiques tels que les atomes. Cette équation, développée par le physicien autrichien Erwin Schrödinger en 1926, est la loi fondamentale de la mécanique quantique non relativiste.

## Reconnaissance
Canzani est récipiendaire d'un prix CAREER de la National Science Foundation (en) et d'une bourse de recherche Sloan,. Elle est la lauréate 2022 du prix Sadosky en analyse de l'Association for Women in Mathematics. Le prix a été décerné « en reconnaissance des contributions exceptionnelles à la géométrie spectrale et à l'analyse microlocale », citant ses « résultats révolutionnaires sur les ensembles nodaux, les ondes aléatoires, les lois de Weyl, les {\displaystyle L^{p}} -normes, et d'autres problèmes sur les fonctions propres et les valeurs propres sur les variétés riemanniennes ».

## Publications
Canzani compte plus de 15 articles scientifiques publiés dans des revues à comité de lecture et plus de 30 travaux présentés lors d'événements internationaux. Voici quelques-unes de ses principales contributions: 
- Canzani, Y. 2018. Spectral Geometry. Contemporary Mathematics; American Mathematical Society[7].
- Canzani, Y., Galkowski, J. et Toth, J.A., 2018. Averages of eigenfunctions over hypersurfaces. Communications in Mathematical Physics, 360(2), pp.619-637[8].
- Canzani, Y. et Toth, J.A., 2016. Nodal sets of Schrödinger eigenfunctions in forbidden regions. In Annales Henri Poincaré (Vol. 17, No. 11, pp. 3063-3087). Springer International Publishing[9].
- Canzani, Y. et Sarnak, P., 2016. Topology and nesting of the zero set components of monochromatic random waves. arXiv preprint arXiv:1701.00034[10]
- Canzani, Y. et Hanin, B., 2015. Scaling limit for the kernel of the spectral projector and remainder estimates in the pointwise Weyl law. Analysis & PDE, 8(7), pp.1707-1731[11]
- Canzani, Y., Gover, R., Jakobson, D. et Ponge, R., 2014. Conformal invariants from nodal sets. I. Negative eigenvalues and curvature prescription. International Mathematics Research Notices, 2014(9), pp.2356-2400[12].